# Punk blues
Punk blues (lub blues punk) – gatunek muzyki rockowej zrodzony z fuzji punk rocka i muzyki bluesowej.

## Przedstawiciele
- The White Stripes[1]
- The Black Keys[1]
- The Jon Spencer Blues Explosion[1]